# ميك مون
ميك مون (بالإنجليزية: Mick Moon)‏ هو عسكري أسترالي، ولد في 14 أغسطس 1892 في Bacchus Marsh ‏ في أستراليا، وتوفي في 28 فبراير 1986 في Barwon Heads, Victoria ‏ في أستراليا.